# Pine River (Minnesota)
Pine River ist eine Gemeinde mit dem Status City im US-Bundesstaat Minnesota. Der Ort liegt am gleichnamigen Fluss. Das U.S. Census Bureau hat bei der Volkszählung 2020 eine Einwohnerzahl von 911 ermittelt.

## Geographie
Die Gemeinde befindet sich im südlichen Cass County 395 Meter über dem Meer. Im Norden grenzt Pine River an den Norway Lake, der gleichnamige Pine River durchfließt die Ortschaft von diesem See aus von Nord nach Süd.
Benachbarte Ortschaften sind Chickamaw Beach sowie die Townships Pine River, Barclay, Wilson und Walden. Pine River wuchs über die Jahre durch Eingliederung angrenzender Gebiete, zuletzt aus dem Pine River Township.

## Verkehr
Durch Pine River führt die Minnesota State Route 371, von dieser zweigt Minnesota State Route 84 Richtung Norden ab. Die Ende des 19. Jahrhunderts errichtete Eisenbahn wurde in den 1980ern stillgelegt und abgebaut, ihrer Trasse folgt nun der Fernradweg Paul Bunyan Trail.
Im östlichen Ortsgebiet befindet sich der gemeindeeigene Pine River Regional Airport (ICAO-Code KPWC).

## Geschichte
Der Fluss und damit der Ort Pine River verdanken ihren Namen den ehemals üppigen Weißkieferwäldern in der Region. Deren Abholzung begann in den 1870ern, der Holztransport erfolgte über die natürlichen Wasserwege (der nördlich von Pine River gelegene Norway Lake diente zeitweise als Floßteich). Frühester Vorläufer von Pine River war der 1873 errichtete Handelsposten von George Barclay am South Fork Pine River etwas südlich der heutigen Ortschaft. Barclay verlegte seine Aktivitäten zwei Jahre später auf höheren Grund, seine Niederlassung entwickelte sich zu einer kleinen Siedlung bestehend aus Bauernhof, Laden und Holzfällerunterkunft und einem 1877 eröffneten Postamt.
Der wichtigste Impuls für die Entwicklung von Pine River war der Bau einer Eisenbahn von Brainerd aus nach Norden. „Barclays Ranch“ wurde wichtigster Haltepunkt dieser ab 1894 von der Brainerd & Northern Minnesota Railway gebauten ab 1901 zur Minnesota and International Railway gehörenden Bahnstrecke. Bei der Volkszählung 1900 hatte die Ansiedlung schon 190 Einwohner, 1901 erfolgte die Gründung der selbständigen City. Pine River entwickelte sich zum lokalen Handelknoten und überstand so den Niedergang der Holzindustrie im frühen 20. Jahrhundert. Die Ortschaft wuchs stetig erreichte 1950 mit 835 Menschen eine ähnliche Größe wie gegenwärtig.
Die ehemals für die Entwicklung von Pine River wichtig Eisenbahnlinie, zuletzt im Besitz der Burlington Northern Railroad, erlebte ab der Mitte des 20. Jahrhunderts einen stetigen Bedeutungsverlust. Ende der 1950er-Jahre wurden die täglichen Personenzüge von Brainerd über Pine River nach International Falls eingestellt, 1985 der Güterverkehr. Kurz darauf folgte der Abbau der Gleise. Das Bahndepot ist noch erhalten und seit August 2012 als Brainerd and Northern Minnesota/Minnesota and International Railway Depot im National Register of Historic Places eingetragen.

## Bevölkerung
Pine River hatte 944 Einwohner bei der Volkszählung 2010 und damit 1,7 % mehr als 10 Jahre zuvor. Die meisten Bewohner von Pine River sind europäischer Herkunft, viele haben skandinavische und finnische Vorfahren, welche sich im frühen 20. Jahrhundert hier niederließen. Der United States Census 2010 ergab eine Mehrheit weißer Amerikaner von 96,5 %.

### Bevölkerungsentwicklung
| Jahr | Einw. | Jahr | Einw. |
| ---- | ----- | ---- | ----- |
| 1910 | 329   | 1970 | 803   |
| 1920 | 442   | 1980 | 881   |
| 1930 | 422   | 1990 | 871   |
| 1940 | 574   | 2000 | 928   |
| 1950 | 835   | 2010 | 944   |
| 1960 | 775   | 2020 | 911   |